# Gökçedere, Tekkeköy
Gökçedere là một xã thuộc quận Tekkeköy, tỉnh Samsun, Thổ Nhĩ Kỳ. Dân số thời điểm năm 2010 là 307 người.